# Hanno Rumpf
Hanno Burkhard Rumpf (* 15. September 1958 in Windhoek, Südwestafrika, heute Namibia; † 8. Februar 2019 in Swakopmund) war ein deutsch-namibischer Politiker der SWAPO und Diplomat. Er war einer der wenigen weißen Namibier, die die SWAPO beim Befreiungskampf im Exil unterstützten.

## Leben
Rumpf, dessen Vater ein bekannter Farmer und Mitglied der südafrikanischen Nationalpartei war, wuchs auf der elterlichen Farm Combumbi in der Gemeinde Steinhausen auf. Er erhielt seine höhere Schulbildung in Swakopmund und studierte Politologie, afrikanische Geschichte und Wirtschaftswissenschaften an der Rhodes-Universität und der Rand-Afrikaans-Universität in Südafrika. Während seines Studiums war Rumpf in der progressiven Studentenbewegung aktiv und kurze Zeit Generalsekretär der namibischen Studentenbewegung. Rumpf war Anfang der 1980er Jahre eines der wenigen weißen Mitglieder der SWAPO. Weil er den Wehrdienst bei den südafrikanischen Streitkräften nicht leisten wollte, ging er 1984 ins Exil. Bis 1987 war er zunächst wissenschaftlicher Mitarbeiter an der Universität Bremen, später Mitarbeiter des Namibian Communications Centre in London.
Zwischen 1987 und 1989 arbeitete Rumpf als Pressesprecher der SWAPO-Vertretung in Bonn. Nach der Unabhängigkeit Namibias war Rumpf als Staatssekretär im namibischen Ministerium für Umwelt und Tourismus (1990–1995), im Ministerium für Handel und Industrie (1995–1999) und bei der Nationalen Planungskommission (1999–2003) tätig. Von 2003 bis 2006 war Rumpf namibischer Botschafter in Deutschland. Er war anschließend bis Dezember 2015 Botschafter in den Benelux-Staaten, der Schweiz und bei der Europäischen Union in Brüssel. Er war seitdem Vorsitzender der Namibian Association of Former Ambassadors (Vereinigung ehemaliger namibischer Botschafter).
Rumpf war seit 1998 Träger des Bundesverdienstkreuzes 1. Klasse.